# Sant'Antioco
Sant'Antioco is de naam van een eiland, een plaats en een gemeente in het zuiden van Sardinië (Italië).
Het eiland Sant'Antioco (Isola Sant'Antioco) is 109 km2 groot. Op het eiland liggen de plaatsen 
Sant'Antioco en Calasetta. Het eiland is met een brug verbonden met Sardinië. Met het nabijgelegen eiland San Pietro maakt Sant'Antioco deel uit van de  Sulcis-archipel (Arcipelago del Sulcis), die verder bestaat uit het bewoonde eilandje Isola Piana en nog tien kleine, onbewoonde eilandjes.
De gemeente Sant'Antioco ligt in de Italiaanse provincie Zuid-Sardinië (regio Sardinië). De gemeente telt 11.756 inwoners (31-12-2004), de oppervlakte bedraagt 87,5 km2 en de bevolkingsdichtheid is 134 inwoners per km2. De gemeente bestrijkt het grootste deel van het eiland en ligt voor een klein deel op het het Sardeense "vasteland". Het dorp Maladroxia is een frazione een officiële administratieve eenheid binnen de gemeente, die verder nog de dorpen Cannai, Cussorgia, Mercuri en Peonia Rosa omvat.

## Demografie
Sant'Antioco telt ongeveer 4442 huishoudens. Het aantal inwoners daalde in de periode 1991-2001 met 4,7% volgens cijfers uit de tienjaarlijkse volkstellingen van ISTAT.
| Jaar | Inwoneraantal |
| ---- | ------------- |
| 1991 | 12.313        |
| 2001 | 11.730        |

## Geografie
De gemeente Sant'Antioco grenst aan de volgende gemeenten: Calasetta en San Giovanni Suergiu (op het Sardeense vasteland).

## Geschiedenis
Deze plaats was lange tijd een Byzantijnse militaire voorpost. Op 15 oktober 1815 vond hier de laatste rooftocht plaats van Barbarijse zeerovers (Noord-Afrikaanse piraten), die 160 inwoners als slaaf meenamen.